# Argyroploce umbrosana
Argyroploce umbrosana is een vlinder uit de familie van de bladrollers (Tortricidae). De wetenschappelijke naam van de soort is voor het eerst geldig gepubliceerd in 1840 door  Freyer.